# Tinodes makedonicus
Tinodes makedonicus là một loài Trichoptera trong họ Psychomyiidae. Chúng phân bố ở miền Cổ bắc.